# Liste der Bayerischen Staatsminister für Landwirtschaft
Dies ist eine Liste der bayerischen Staatsminister der Landwirtschaft.

## Minister von 1919 bis 1933
| Name                          | Amtsantritt                                                     | Kabinett                                             | Partei    |
| ----------------------------- | --------------------------------------------------------------- | ---------------------------------------------------- | --------- |
| Martin Steiner                | 17. März 1919                                                   | Hoffmann I                                           | BB        |
| Karl von Freyberg             | 31. Mai 1919                                                    | Hoffmann II                                          | BVP       |
| Johannes Wutzlhofer           | 16. März 1920 16. Juli 1920 21. September 1921 8. November 1922 | von Kahr I von Kahr II Lerchenfeld-Köfering Knilling | BB        |
| Karl Lang geschäftsführend    | 27. Dezember 1923                                               | Knilling                                             | parteilos |
| Anton Fehr                    | 27. Juni 1924 31. Juli 1928                                     | Held I Held II                                       | BB        |
| Karl Stützel geschäftsführend | 25. Juli 1930                                                   | Held II                                              | BVP       |

## Minister seit 1945
| Name                        | Amtsantritt                                                                                          | Kabinett                                                     | Partei |
| --------------------------- | --- | ------------------------------------------------------------ | ------ |
| Ernst Rattenhuber           | 28. Mai 1945                                                                                         | Schäffer                                                     | CSU    |
| Joseph Baumgartner          | 22. Oktober 1945 21. Dezember 1946                                                                   | Hoegner I Ehard I                                            | CSU    |
| Hans Ehard geschäftsführend | 15. Januar 1948                                                                                      | Ehard II                                                     | CSU    |
| Alois Schlögl               | 26. Februar 1948 18. Dezember 1950                                                                   | Ehard II Ehard III                                           | CSU    |
| Joseph Baumgartner          | 14. Dezember 1954                                                                                    | Hoegner II                                                   | BP     |
| Alois Hundhammer            | 16. Oktober 1957 9. Dezember 1958 26. Januar 1960 11. Dezember 1962 5. Dezember 1966                 | Seidel I Seidel II Ehard IV Goppel I Goppel II               | CSU    |
| Hans Eisenmann              | 11. März 1969 8. Dezember 1970 12. November 1974 7. November 1978 27. November 1982 30. Oktober 1986 | Goppel II Goppel III Goppel IV Strauß I Strauß II Strauß III | CSU    |
| Simon Nüssel                | 30. September 1987 19. Oktober 1988                                                                  | Strauß III Streibl I                                         | CSU    |
| Hans Maurer                 | 30. Oktober 1990                                                                                     | Streibl II                                                   | CSU    |
| Reinhold Bocklet            | 17. Juni 1993 27. Oktober 1994                                                                       | Stoiber I Stoiber II                                         | CSU    |
| Josef Miller                | 6. Oktober 1998 14. Oktober 2003 16. Oktober 2007                                                    | Stoiber III Stoiber IV Beckstein                             | CSU    |
| Helmut Brunner              | 30. Oktober 2008 10. Oktober 2013                                                                    | Seehofer I Seehofer II                                       | CSU    |
| Michaela Kaniber            | 21. März 2018 12. November 2018 8. November 2023                                                     | Söder I Söder II Söder III                                   | CSU    |